# Trou de centre
Pour les articles homonymes, voir Trou.
En technologie, un trou de centre (ou plus simplement centre) est une perforation réalisée avec un foret à centrer et servant, soit à agrandir une marque de pointage avant de percer avec un foret de gros diamètre, soit à saisir une pièce entre pointes pour l'usiner.